# Andrew Oddy
William Andrew Oddy, (6. siječnja 1942.) je bivši voditelj konzervatorskog odjela Britanskog muzeja u Londonu. Njegov najznačajniji doprinos konzervatorsko restauratorskoj struci je Oddy proba, te više od 300 objavljenih članaka posvećenih konzerviranju restauriranju i numizmatici. Godine 1996. Institut za konzerviranje nagradio ga je Forbesovom nagradom "za izniman doprinos konzerviranju restauriranju". Umirovljen je 2002. godine.

## Područja istraživanja
Tijekom karijere Oddy se bavio problematikom primjene mjerenja specifične mase slitina zlata, tehnologijom pozlate i posrebrenja u antici, tehnikama izrade antičkog nakita, posebice izradom žice i tehnologijom nijeliranja, te znanstvenom analitikom predmeta. Njegov je najpoznatiji doprinos ovom područjuje Oddy proba. Bavio se problematikom restauriranja mramornih skulptura, konzervacijom mokrog arheološkog drveta, kao i korozijom muzejskih predmeta.

## Vanjske poveznice
- Osobna mrežna stranica